# Baja d'Italie
La Baja d'Italie (ou Italian Baja) est une course de rallye-raid (cross-country) organisée par définition sur trois journées par la FIA dans la province de Pordenone, et comptabilisée pour la Coupe du monde des rallyes tout-terrain (créée durant la même année 1993).

## Histoire
Les motos ont été incluses dans la compétition en 1998.
Camions et quads y sont également admis.

## Palmarès (autos)
| Édition | Équipages                              |
| ------- | -------------------------------------- |
| 1993    | Edi Orioli / Maurizio Dominella        |
| 1994    | Pierre Lartigue / Michel Périn         |
| 1995    | Pierre Lartigue/ Michel Périn          |
| 1996    | Pierre Lartigue / Michel Périn         |
| 1997    | Pierre Lartigue / Michel Périn         |
| 1998    | Jean-Louis Schlesser / Philippe Monnet |
| 1999    | Kenjiro Shinozuka / Gilles Picard      |
| 2000    | Franco Germanetti / Philippe Rey       |
| 2001    | Jutta Kleinschmidt / Andreas Schulz    |
| 2002    | Jean-Louis Schlesser / Henri Magne     |
| 2003    | Hiroshi Masuoka / Gilles Picard        |
| 2004    | Épreuve non disputée                   |
| 2005    | Rui Sousa / Carlos Silva               |
| 2006    | Marc Blázquez / Cruz Senra             |
| 2007    | Boris Gadasin / Alexander Mironenko    |
| 2008    | Nasser Al-Attiyah / Tina Thörner       |
| 2009    | Boris Gadasin / Vladimir Demyanenko    |
| 2010    | Krzysztof Hołowczyc / Jean-Marc Fortin |
| 2011    | Boris Gadasin / Dan Shchemel           |
| 2012    | Vladimir Vasilyev / Vitaly Yevtyekhov  |
| 2013    | Reinaldo Varela / Gustavo Gugelmin     |
| 2014    | Yazeed Al-Rajhi / Timo Gottschalk      |
| 2015    | Nasser Al-Attiyah / Matthieu Baumel    |
| 2016    | Nasser Al-Attiyah / Matthieu Baumel    |
| 2017    | Jakub Przygoński / Tom Colsoul         |
| 2018    | Jakub Przygoński / Tom Colsoul         |
| 2019    | Orlando Terranova / Bernardo Graue     |
| 2020    | Épreuve non disputée                   |
| 2021    | Yazeed Al-Rajhi / Michael Orr          |
| 2022    | Yazeed Al-Rajhi / Michael Orr          |
| 2021    | Yazeed Al-Rajhi / Timo Gottschalk      |